# Pachydissus curvivittatus
Pachydissus curvivittatus là một loài bọ cánh cứng trong họ Cerambycidae.